# Österklobben (Geta, Åland)
Österklobben är ett skär i Åland (Finland). Det ligger i Skärgårdshavet och i kommunen Geta i landskapet Åland, i den sydvästra delen av landet. Ön ligger omkring 37 kilometer norr om Mariehamn och omkring 280 kilometer väster om Helsingfors.
Öns area är 0,8 hektar och dess största längd är 150 meter i nord-sydlig riktning. Trakten är glest befolkad. Närmaste större samhälle är Finström, 18,1 km söder om Österklobben.